# Гошко Володимир Миколайович
Володимир Гошко (псевдо: «Вовк»; 1919 — 3 березня 1940, м. Львів) — повітовий провідник ОУН Брідщини. Син Миколи Гошка — військового коменданта міст Стрий і Станиславів (нині Івано-Франківськ) часів ЗУНР.

## Життєпис
Народився у 1919 році.
Належав до молодіжної організації «Пласт», пластового куреня «Чорноморці». Вчився на механічному факультеті університету «Львівська політехніка».
Член ОУН. Був заарештований польською поліцією в місті Лодзь.
У 1939 році повітовий провідник ОУН Брідщини, працівник референтури розвідки Крайової Екзекутиви ОУН ЗУЗ.
Загинув 3 березня 1940 року у Львові в перестрілці з агентами НКВС.